# Hydrotropy
Hydrotropy – zróżnicowana grupa organicznych związków chemicznych, które w odpowiednio dużym stężeniu mają zdolność do zwiększania rozpuszczalności (solubilizacja) substancji hydrofobowych w wodzie. Podobnie jak surfaktanty, mają charakter amfifilowy, jednak ich fragmenty hydrofobowe są mniejsze. W efekcie w środowisku wodnym nie ulegają one samoagregacji w micele. Są powszechnie stosowane w przemyśle chemicznym, kosmetycznym i farmaceutycznym.
Po przekroczeniu tzw. minimalnego stężenia hydrotropowego, ich cząsteczki samoorganizują się w agregaty; tworzą zespoły otwartych warstw, przypominających lamele ciekłych kryształów, składające się z naprzemiennie ułożonych niepolarnych, hydrofobowych klastrów, przylegających do regionów jonowych lub polarnych, splecionych w dwuwymiarową sieć. Występują dwa rodzaje agregatów, różniących się bardziej lub mniej otwartą i rozszerzoną warstwą hydrofobową. Sugeruje się, że substancje solubilizowane integrują się z hydrofobowymi obszarami dając w efekcie układ wzajemnie stabilizujący się. Obserwowane otwarte struktury hydrofobowe mogą powodować lepsze właściwości solubilizujące hydrotropów niż micele klasycznych środków powierzchniowo czynnych. Dzięki temu hydrotropy są stosowane jako substancje solubilizujące składniki hydrofobowe w roztworach wodnych, w preparatach do mycia przemysłowego i chemii gospodarczej. W układach detergentowych – na przykład w płynach do prania i mycia naczyń – zmniejszają punkt zmętnienia (zapobiegają wytrącaniu się składników w niskiej temperaturze), w układach z wysokimi stężeniami surfaktantów (znacznie powyżej CMC) np. w pastach czyszczących zmniejszają lepkość poprzez destabilizację miceli, a w proszkach zmniejszają higroskopijność.
Przykładowymi hydrotropami są p-toluenosulfonian sodu, sole sodowe, potasowe lub amonowe sulfonianowych pochodnych ksylenu i kumenu. Hydrotropy są łatwo biodegradowalne. Ich czas biodegradacji wynosi poniżej 40 dni w wodzie słodkiej.